# Froiliuba
Froiliuba (Astúries, s. VIII), també anomenada Froiluba o Froleba, va ser una noble del regne d'Astúries, muller del rei Fàfila (737-739).
Està documentada, juntament amb el seu marit, en la làpida de fundació de l'església de Santa Cruz de Cangues d'Onís, consagrada el 27 d'octubre del 737 per Asteri. També s'al·ludeix de forma genèrica als seus fills, en plural, sense esmentar-ne els noms. Dels seus fills no se'n sap res més, als quals se'ls suposa molt joves a la mort del seu pare el 739, fet que explicaria la successió en favor del seu cunyat, Alfons I d'Astúries, casat amb la germana de Fàfila. Una referència tardana i de poca fiabilitat diu que una de les filles es deia Favínia i estava casada amb el duc de Suàbia. Posteriorment, els còdexs adulterats de la Crònica d'Alfons III, i una notícia tardana del segle xii del bisbe Pelai d'Oviedo, també n'esmenten la mort i el seu enterrament a la mateixa església, però en els textos originals el seu nom no hi consta.
Se'n desconeix la filiació. Gregorio de Argaiz, al segle xvi, considerà que el seu nom Froiluba (o Froilupa) podia ser la contracció de «Froila López», sent filla d'un tal Lope, senyor dels antics càntabres i senyor de Biscaia i que tindria origen al ducat de Cantàbria o, més aviat, de la zona bascona (Àlaba). Segons Luis A. García Moreno hauria estat filla de duc Pere de Cantàbria i, consegüentment, germana d'Alfons i de Fruela. Es basa en l'arrel del seu nom «Froi-», que comparteix amb el seu germà Fruela, també anomenat Froila, i en la repetició de noms en la mateixa família. D'acord amb aquesta informació, el seu casament de Froiliuba amb Fàfila hauria estat part d'un doble pacte de matrimoni entre Pelai i Pere, atès que el seu germà Alfons es va casar amb Ermessenda, germana de Fàfila.